# Periophthalmus magnuspinnatus
A Periophthalmus magnuspinnatus a csontos halak (Osteichthyes) főosztályának a sugarasúszójú halak (Actinopterygii) osztályába, ezen belül a sügéralakúak (Perciformes) rendjébe, a gébfélék (Gobiidae) családjába és az iszapugró gébek (Oxudercinae) alcsaládjába tartozó faj.

## Előfordulása
A Periophthalmus magnuspinnatus előfordulási területe a Csendes-óceán nyugati felén van. Kizárólag Dél-Korea déli részén és Kína egyes partjai mentén található meg.

## Megjelenése
Ez a halfaj legfeljebb 9 centiméter hosszú. Az első hátúszója jóval magasabb, mint a második. Mindkét hátúszó szélén egy-egy fekete sáv húzódik; azonban a második hátúszó sávja fölött, egy sárgásfehér sáv is látható. A szemei magasan kiállnak a fejéből.

## Életmódja
Mérsékelt övi halfaj, amely csakis az édesvízben él meg. A víz alá is lemerülhet. Azokat a folyószakaszokat kedveli, ahol sűrű a növényzet.